# Roberto Alexis González
Roberto Alexis González Montoya (La Libertad, El Salvador; 25 de marzo de 1993) es un futbolista salvadoreño. Juega como Delantero centro y su equipo actual es el FAS de la Primera División de El Salvador.

## Clubes
Actualizado al último partido jugado el 26 de marzo de 2025.
| Santa Tecla Fútbol Club · El Salvador                   | 1.ª                 | 2012-13             | 21  | 4  | - | - | - | - | 21  | 4  |
| Santa Tecla Fútbol Club · El Salvador                   | 1.ª                 | 2013-14             | 26  | 5  | - | - | - | - | 26  | 5  |
| Santa Tecla Fútbol Club · El Salvador                   | 1.ª                 | 2014-15             | 21  | 1  | - | - | - | - | 21  | 1  |
| Santa Tecla Fútbol Club · El Salvador                   | Total               | Total               | 68  | 10 | 0 | 0 | 0 | 0 | 68  | 10 |
| Club Deportivo Universidad de El Salvador · El Salvador | 1.ª                 | 2015                | 14  | 1  | - | - | - | - | 14  | 1  |
| Club Deportivo Universidad de El Salvador · El Salvador | Total               | Total               | 14  | 1  | 0 | 0 | 0 | 0 | 14  | 1  |
| Sonsonate Fútbol Club · El Salvador                     | 1.ª                 | 2016                | 20  | 3  | - | - | - | - | 20  | 3  |
| Sonsonate Fútbol Club · El Salvador                     | Total               | Total               | 20  | 3  | 0 | 0 | 0 | 0 | 20  | 3  |
| Club Deportivo FAS · El Salvador                        | 1.ª                 | 2016-17             | 7   | 1  | - | - | - | - | 7   | 1  |
| Club Deportivo FAS · El Salvador                        | Total               | Total               | 7   | 1  | 0 | 0 | 0 | 0 | 7   | 1  |
| Jocoro Fútbol Club · El Salvador                        | 1.ª                 | 2018                | 13  | 1  | - | - | - | - | 13  | 1  |
| Jocoro Fútbol Club · El Salvador                        | Total               | Total               | 13  | 1  | 0 | 0 | 0 | 0 | 13  | 1  |
| Sonsonate Fútbol Club · El Salvador                     | 1.ª                 | 2019                | 17  | 1  | - | - | - | - | 17  | 1  |
| Sonsonate Fútbol Club · El Salvador                     | 1.ª                 | 2019-20             | 31  | 9  | - | - | - | - | 31  | 9  |
| Sonsonate Fútbol Club · El Salvador                     | 1.ª                 | 2020                | 13  | 1  | - | - | - | - | 13  | 1  |
| Sonsonate Fútbol Club · El Salvador                     | Total               | Total               | 61  | 11 | 0 | 0 | 0 | 0 | 61  | 11 |
| Santa Tecla Fútbol Club · El Salvador                   | 1.ª                 | 2021                | 19  | 4  | - | - | - | - | 19  | 4  |
| Santa Tecla Fútbol Club · El Salvador                   | 1.ª                 | 2021-22             | 39  | 11 | - | - | - | - | 39  | 11 |
| Santa Tecla Fútbol Club · El Salvador                   | 1.ª                 | 2022                | 8   | 1  | - | - | - | - | 8   | 1  |
| Santa Tecla Fútbol Club · El Salvador                   | Total               | Total               | 66  | 16 | 0 | 0 | 0 | 0 | 66  | 16 |
| Once Deportivo Fútbol Club · El Salvador                | 1.ª                 | 2023                | 23  | 3  | - | - | - | - | 23  | 3  |
| Once Deportivo Fútbol Club · El Salvador                | 1.ª                 | 2023-24             | 41  | 4  | - | - | - | - | 41  | 4  |
| Once Deportivo Fútbol Club · El Salvador                | Total               | Total               | 64  | 7  | 0 | 0 | 0 | 0 | 64  | 7  |
| Club Deportivo Dragón · El Salvador                     | 1.ª                 | 2025                | 6   | 2  | - | - | - | - | 6   | 2  |
| Club Deportivo Dragón · El Salvador                     | Total               | Total               | 6   | 2  | 0 | 0 | 0 | 0 | 6   | 2  |
| Total en su carrera                                     | Total en su carrera | Total en su carrera | 319 | 52 | 0 | 0 | 0 | 0 | 319 | 52 |
| (2) No incluye goles en partidos amistosos.             |                     |                     |     |    |   |   |   |   |     |    |

Segunda División de El Salvador/Reservas
| Club                          | País        | Año         |
| ----------------------------- | ----------- | ----------- |
| Turín FESA Fútbol Club        | El Salvador | 2010 - 2011 |
| Club Deportivo Atlético Marte | El Salvador | 2011 - 2012 |
| A.D. Izalco                   | El Salvador | 2024        |

### Selección nacional
| Selección           | Año                 | Partidos | Goles |
| ------------------- | ------------------- | -------- | ----- |
| El Salvador Sub-20  |                     |          |       |
| 2010                | 1                   | 0        |       |
| 2012                | 2                   | 1        |       |
| 2013                | 11                  | 2        |       |
| Total en su carrera | Total en su carrera | 14       | 3     |

### Participaciones en Copas del Mundo
| Mundial                               | Sede    | Resultado    |
| ------------------------------------- | ------- | ------------ |
| Copa Mundial de Fútbol Sub-20 de 2013 | Turquía | Primera fase |

## Palmarés
| Título           | Club        | País        | Torneo        |
| ---------------- | ----------- | ----------- | ------------- |
| Primera División | Santa Tecla | El Salvador | Clausura 2015 |